# Muslimgauze
Брін Джонс (англ. Bryn Jones; 17 червня 1961 , Манчестер, Велика Британія  — 14 січня 1999 , Манчестер, Велика Британія ) більш відомий як «Muslimgauze» — англійський етноелектронний та експериментальний музикант, на якого вплинули конфлікти та історія мусульманського світу, часто з акцентом на ізраїльсько-палестинському конфлікті. Джонс випустив десятки альбомів під псевдонімом «Muslimgauze», він відзначився плідною творчістю, але так і не досяг успіху в мейнстримі. Один з критиків описав його музику як «одну з найбільш вражаючих та унікальних у нойз-андеграунді».
Незважаючи на назву свого проєкту, Джонс ніколи не приймав іслам. Назва «Muslimgauze» — це гра зі словами муслін (вид тканини) у поєднанні з «Muslim» (мусульманський), що вказує на інтерес Джонса до конфліктів у всьому мусульманському світі.

## Біографія

### Подальша музична кар'єра
Вперше Джонс випустив свій музичний альбом у 1982 році під назвою «E.g Oblique Graph[sic]» на власному лейблі «Kinematograph» та на незалежному кооперативному лейблі «Recloose», яким керував Саймон Креб. «E.g Oblique Graph[sic]» виник з тогочасної субкультури «зроби це сам» (DIY) і в музичному плані складався з електронної/експериментальної дронної музики з рідкісними синтезаторно-мелодійними гуками та використанням семплів з радіопередач.
Релізи того часу зрідка виходили на касетах, частіше на вінілових EP і LP; у 1984 році Джонс випустив альбоми «Hunting Out with an Aerial Eye» і «Buddhist on Fire» на лейблі «Recloose» того ж року. Відтоді Джонс випускав приблизно по альбому на рік, зважаючи на нестачу коштів, аж до 1988 року, коли він почав співпрацювати з лейблами «Staalplaat», «Soleilmoon» та «Extreme Records».

Наприкінці 1980-х у Джонса закінчилися кошти на самвидав, а інші лейбли, що випускали релізи в мусульманському стилі, такі як «Recloose» та «Permis De Construire» (який видавав «Coup d'Etat»), не виплачували обіцяних роялті. Голова «Recloose» Саймон Креб пояснив це відсутністю продажів і пошкодженням записів під час бомбардувань.
У сусідньому пабі «Томас і Бекет» гангстери з Іст-Енду - звичайні бандюги (задовго до того, як цей вид був романтизований «Лок Сток» і «Моною Лізою») - не в змозі контролювати нашу неліцензійну торгівлю алкоголем та іншими забороненими товарами, підпалили будівлю однієї ночі і регулярно нападали на команду. (Під час цього нападу було знищено багато нових примірників "Buddhist on Fir"e від «Muslimgauze», що зберігалися в офісі «Recloose»).— Пост у блозі «Сталкера»
У цей час дистриб'ютори «Soleilmoon», «Staalplaat» та «Extreme Records» перетворилися на лейбли з появою формату компакт-дисків, який з часом став дешевшим у виробництві та доставці, ніж вініл, і поступово перетворився на основну складову частину каталогу «Muslimgauze».

### Рання музична кар'єра
Саме з виходом альбому «United States of Islam» (1991) було досягнуто офіційної угоди з «Extreme Records», котрий допоміг профінансувати професійні студійні записи, розробив привабливу обкладинку та залучив більш розгалужену дистриб'юторську мережу. Спочатку Джонс був задоволений, але згодом його розчарувала політика «Extreme» щодо одного релізу на рік, і в 1993 році він підписав угоду з тоді спорідненими лейблами «Soleilmoon» і «Staalplaat», які обіцяли частіше випускати релізи. У 1993 році вийшли альбоми «Vote Hezbollah», «Veiled Sisters» та перевидання «Iran» на «Soleilmoon» і «Hamas Arc», «Satyajit Eye» та «Betrayal» на «Staalplaat». Альбом «Mullah Said», записаний на цьому лейблі у 1998 році, отримав схвальні відгуки критиків.
Крім того, Джонс випускав матеріал майже на кожному маленькому лейблі, який до нього звертався. Недоліком такої кількості лейблів було безоплатне видання матеріалу продюсерами, а також відсутність роялті — через дизайн або обставини. «Extreme» посилався на зраду дистриб'юторських мереж, що виявилися недобросовісними або збанкрутіли і не змогли заплатити — хоча також стверджував, що вони врешті-решт виплатили Джонсу винагороду. Відсутність належних гонорарів була джерелом постійного стресу протягом усієї кар'єри Джонса.
Якось Джонс заявив, що у нього ніколи не було часу слухати чужу музику, хоча в інтерв'ю журналу «Impulse Magazine» 1992 року він згадував, що йому подобається традиційна музика Японії, Близького Сходу та Індії, а також роботи таких виконавців, як «Can», «Throbbing Gristle», «Wire» та «Faust».

### Смерть
30 грудня 1998 року Джонса доставили до відділення екстреної допомоги з рідкісною грибковою інфекцією в крові, для лікування якої йому довелося застосувати сильні заспокійливі препарати. Він захворів на пневмонію та помер 14 січня 1999 року/

## Спадщина
З моменту смерті Бріна Джонса в 1999 році у віці 37 років, його музика під лейблом Muslimgauze продовжує випускатися. Він часто завалював лейбли та колег музикою, і тому останнім доводилося ретельно відбирати матеріал, який зрештою виходив у світ. Лейбли, зокрема «Soleilmoon» і «Staalplaat», продовжують публікувати невидані альбоми, а також випуски демо-записів, його власні перероблені треки і загублені повноформатні плівки. Посмертна дискографія Джонса включає багато студійних версій майже всієї його музики.
У квітні 2014 року на лейблі «Vinyl on Demand» вийшов збірник «Chasing the Shadow of Bryn Jones 1983—1988», бокс-сет з 10 платівок, що містить перевидання ранніх альбомів, виданих лейблами «Product Kinematograph», «Recloose Organisation» та власними лімітованими виданнями Джонса. Кожна платівка містить бонус-треки, взяті з ранніх збірок. Реліз також супроводжувався біографією, написаною Ібрагімом Гідером під назвою «Muslimgauze: У гонитві за тінню Бріна Джонса».

## Музичні стилі
Музику «Muslimgauze» досить складно описати через великий обсяг, різноманітність змісту та часто унікальну стилістику; Джонс ніколи не випускав хітових альбомів чи пісень. Однак можна описати загальні риси його музики, оскільки він мав тенденцію використовувати багато однакових стратегій, модифікуючи їх від альбому до альбому, щоб надати кожному релізу особливого звучання або концепції. Музика часто значною мірою електронна і дуже ритмічна (іноді включає живі студійні перкусії), хоча темп може варіюватися від дуже швидкого до повільного і майже ембієнтного, з частим використанням поступово змінюваних структур або мелодійних мотивів. Критик Нед Реггетт рецензував низку альбомів «Muslimgauze» для Allmusic.com, відзначаючи різноманітність стилів записів Джонса: «United States of Islam» (1991) вирізняється багатошаровою перкусією і «приглушеним техно-пульсом», «Hamas Arc» (1993) торкається загрозливої «атмосфери, яка не так вже й далека від таких гуртів, як „Godflesh“ або «Scorn»», а «Gun Aramaic» (1996) поєднує атмосферні звуки і вокальні семпли, що «майже перетворює альбом на саундтрек до неіснуючого фільму».

## Політичні переконання
Інтерв'ю для Chain D.L.K.
Джонс спочатку стверджував, що «Muslimgauze» з'явився у відповідь на операцію «Мир Галілеї» — вторгнення Ізраїлю до Лівану в 1982 році. Ця подія надихнула Джонса на дослідження витоків конфлікту, яке перетворилося на мистецький фокус усього його життя, а сам він став палким прихильником палестинської справи і часто присвячував свої записи «Організації визволення Палестини» або вільній Палестині. Згодом дослідження Джонса поширилися на інші охоплені конфліктами переважно мусульманські країни, зокрема Афганістан, Пакистан, Чечню, Іран та Ірак. Він дійшов висновку, що інтереси Заходу щодо природних ресурсів і стратегічно-політичної вигоди є першопричинами багатьох з цих конфліктів, і якщо західне втручання припиниться, то ці регіони стабілізуються.
Джонса часто критикували за те, що він ніколи не відвідував Близький Схід. В інтерв'ю 1994 року він сказав: «Я не думаю, що можна відвідувати окуповані землі. Це принцип. Не можна, доки вона знову не стане вільною».
Zul'm (1992)
Посилання у присвятах, назвах альбомів і треків свідчать про те, що Джонс досліджував конфліктні регіони на Близькому Сході, а також Чечню, Кашмір, Афганістан, Індію, Пакистан та Індонезію. Він виступав проти утисків і присвячував твори тибетським буддистам і «Тиграм визволення Таміл-Іламу».
Коли його запитали, що він робитиме, якщо конфлікти в мусульманському світі будуть вирішені мирним шляхом, Джонс відповів, що його музика підтримуватиме інші конфліктні регіони, такі як окупований Китаєм Тибет.
Саймон Креб з «Bourbonese Qualk» описав Джонса як «природженого консерватора і ультраправого», зазначивши, що в молодості Джонс захоплювався Маргарет Тетчер. Хоча Креб стверджує: «Я підозрюю, що багато чого з цього було лише задля протиставлення».
Інтерв'юєр: Чи вважаєте ви, що це абсолютно необхідно, брати до уваги ці політичні аспекти? Чи можна відокремити політику і музику одне від одного?
Джонс: Так, можна. Це ж музика. Музика, за якою стоять серйозні політичні факти. Тут немає текстів, бо це була б проповідь. Це музика. Це залежить від вас, щоб дізнатися більше. Якщо ви цього не хочете, це ваша справа. Ви можете слухати тільки музику, а можете заглибитися в неї більше.— Інтерв'ю для «Artefakt»

## Дискографія
Джонс випустив понад 90 оригінальних альбомів на 32 різних лейблах, створивши майже 2 000 оригінальних композицій. Багато з його творів були натхненні політичними фактами або подіями. Чимало його релізів було перевидано, оскільки після 1994 року більшість альбомів вийшли обмеженим накладом у 200—1000 примірників.

## Живі виступи
На ранній стадії своєї кар'єри Джонс зіграв лише один концерт у 1986 році в клубі «V2» у Гертогенбосі, Нідерланди. На прохання «Bourbonese Qualk» з лейблу «Recloose», Джонс відіграв півгодинний сет. Шоу складалося зі співу Джонса під фонограму, в той час як Саймон Креб і учасники «Bourbonese Qualk» додавали інструментальний супровід. На загальну думку, виступ пройшов непогано, але Джонс був травмований цим досвідом настільки, що зарікся виступати наживо аж до 1990-х років.
Джонс відновив концертну діяльність у 1995 році на прохання власника музичної крамниці та діджея Саймона Скотта. Частково Джонс побоювався живих виступів, оскільки не знав, як подати музику. Він дійшов висновку, що найкращий спосіб — утриматися від вокалу з текстом і натомість грати на живих перкусіях під фонограму. Він також робив діджейські сети, які складалися виключно з його власного матеріалу. На відміну від свого досвіду 1986 року, Джонс отримував задоволення від живих виступів і часто виступав в останні роки життя в різних місцях, таких як Великобританія, континентальна Європа і навіть Японія.
Всього відомо про 15 концертних виступів музиканта.